# Ершан Кунері
«Ершан Кунері» (тур. Erşan Kuneri) — це турецький інтернет-серіал 2022 року від Netflix у жанрі комедії створений компанією CMYLMZ Fikir Sanat. В головних ролях — Джем Їлмаз, Зафер Альгоз, Езгі Мола, Чаглар Чорумлу, Мерве Діздар, Нілпері Шахінкая, Ураз Кайгілароглу, Бюлент Шакрак, Ібрагім Селім.
Перший сезон вийшов 13 травня 2022 року.
Серіал має 1 сезон. Завершився 8-м епізодом, який вийшов у ефір 13 травня 2022 року.
Режисер серіалу — Джем Їлмаз.
Сценарист серіалу — Джем Їлмаз.

## Сюжет
Оцінивши власну спадщину, відомий творець еротичного кіно вирішує спробувати знімати фільми в інших жанрах — від наукової фантастики до бойовика про Середньовіччя.

## Актори та ролі
| Актор             | Роль           |
| ----------------- | -------------- |
| Джем Їлмаз        | Ершан Кунері   |
| Зафер Альгоз      | Муамар Радо    |
| Езгі Мола         | Алев Алев      |
| Чаглар Чорумлу    | Алтин Оран     |
| Мерве Діздар      | Феріде Орхун   |
| Нілпері Шахінкая  | Сейял Пар      |
| Ураз Кайгілароглу | Ібрагім Тумтум |
| Бюлент Шакрак     | Айхун Ушук     |
| Ібрагім Селім     | Мелкан Орсей   |
| Неджип Мемілі     | Амін Фаріаді   |
| Джан Їлмаз        | Ерієтис        |

## Сезони
| Сезон | Епізоди | Епізоди | Оригінальний показ | Оригінальний показ | Оригінальний показ |
| Сезон | Епізоди | Епізоди | Перший показ       | Останній показ     | Мережа             |
| ----- | ------- | ------- | ------------------ | ------------------ | ------------------ |
| 1     | 8       | 8       | 13 травня 2022     | 13 травня 2022     | Netflix            |

## Список серій

### Сезон 1 (2022)
| № | # | Назва                            | Режисер    | Сценарист  | Перший ефір у США |
| --- | - | -------------------------------- | ---------- | ---------- | ----------------- |
| 1 | 1 | «Сухий Мурад» «1. Bölüm»         | Джем Їлмаз | Джем Їлмаз | 13 травня 2022    |
| Втомившись від стереотипів, Ершан вирішує зняти багатошаровий бойовик із головним героєм, на ім’я Сухий Мурад.                                                        |   |                                  |            |            |                   |
| 2 | 2 | «Полювання акушерки» «2. Bölüm»  | Джем Їлмаз | Джем Їлмаз | 13 травня 2022    |
| Під час підготовки до знімання фільму жахів «Полювання акушерки» Ершан знаходить заговорену банку огірків Алев і вирішує трохи налякати її.                           |   |                                  |            |            |                   |
| 3 | 3 | «Кооператив «Кемаль»» «3. Bölüm» | Джем Їлмаз | Джем Їлмаз | 13 травня 2022    |
| Група знімає драму, дія якої відбувається в селищі в Анатолії. Ершан виконує роль вчителя, на ім’я Кооператив Кемаль.                                                 |   |                                  |            |            |                   |
| 4 | 4 | «Бракована партія» «4. Bölüm»    | Джем Їлмаз | Джем Їлмаз | 13 травня 2022    |
| Знімальна група влаштовує бійку через ігровий автомат, і це потрапляє на перші шпальти. Ершан грає у фільмі про шкоду наркотиків «Бракована партія».                  |   |                                  |            |            |                   |
| 5 | 5 | «Факбаді» «5. Bölüm»             | Джем Їлмаз | Джем Їлмаз | 13 травня 2022    |
| Алев заручається з іранським режисером, який приїздить до Стамбула на знімання фільму. Ершан грає мандрівного цілителя-шахрая Факбаді.                                |   |                                  |            |            |                   |
| 6 | 6 | «Блакитна коробка» «6. Bölüm»    | Джем Їлмаз | Джем Їлмаз | 13 травня 2022    |
| Тунтум радий, що зіграє супергероя в спандексі, але йому дістається роль лобкової воші. Ершан планує зняти фільм із використанням технології «Блакитна коробка».      |   |                                  |            |            |                   |
| 7 | 7 | «Ермен» «7. Bölüm»               | Джем Їлмаз | Джем Їлмаз | 13 травня 2022    |
| Супергеройська сага триває. Ершан закохується в репортерку, на ім’я Лалє, але зустрічає спротив із боку власного батька, котрий наказує йому одружитися із Сонґюль.   |   |                                  |            |            |                   |
| 8 | 8 | «Мені завжди кортить» «8. Bölüm» | Джем Їлмаз | Джем Їлмаз | 13 травня 2022    |
| Після касового провалу Ершан опиняється в скруті. Він намагається відшкодувати втрати, знявши мелодраму «Мені завжди кортить», здатну зачепити найтонші струни серця. |   |                                  |            |            |                   |

## Нагороди
| Рік  | Премія                       | Категорія                              | Номінант         | Результат |
| ---- | ---------------------------- | -------------------------------------- | ---------------- | --------- |
| 2022 | 48. Премія «Золотий метелик» | Найкращий комедійний серіал            | Ершан Кунері     | Номінація |
| 2022 | 48. Премія «Золотий метелик» | Найкраща акторка у комедійному серіалі | Езгі Мола        | Перемога  |
| 2022 | 48. Премія «Золотий метелик» | Найкраща акторка у комедійному серіалі | Мерве Диздар     | Номінація |
| 2022 | 48. Премія «Золотий метелик» | Найкраща акторка у комедійному серіалі | Нілпері Шахінкая | Номінація |
| 2022 | 48. Премія «Золотий метелик» | Найкращий актор у комедійному серіалі  | Зафер Альґьоз    | Номінація |